# Vachirawit Chivaaree

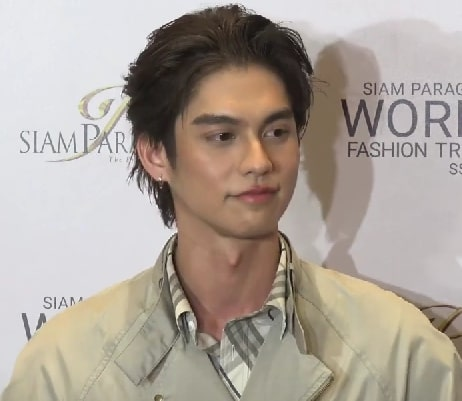
Vachirawit Chivaaree (2024)

Vachirawit Chivaaree (thailändisch วชิรวิชญ์ ชีวอารี; * 27. Dezember 1997 in Nakhon Pathom als Kunlatorn Chivaaree) ist ein thailändischer Schauspieler, Sänger, Unternehmer, Moderator und Model. Er ist Inhaber von Astro Stuff Merchandise und der Agentur Cloud9 Entertainment.

## Leben
Chivaaree wurde als Sohn eines thailändisch-amerikanischen Vaters und einer thailändisch-chinesischen Mutter geboren. Als er noch ein Kind war, ließen sich seine Eltern scheiden und er wuchs mit seinen Cousins bei seinen Verwandten mütterlicherseits in Thailand auf. Er stammte aus einer Musikerfamilie und sein Onkel besaß eine Musikschule. Im Alter von 10 Jahren begann Chivaaree, verschiedene Musikinstrumente zu erlernen.
Chivaaree absolvierte seine Sekundarstufe 1 an der Suankularb Wittayalai School und die Sekundarstufe 2  an der Trian Udom Suksa School. Er nahm zunächst das Thammasat English Program of Engineering an der Fakultät für Ingenieurwissenschaft der Thammasat-Universität auf, entschied sich jedoch für einen Bachelor-Abschluss in Marketing an der Universität Bangkok.
Er ist bekannt für seine Hauptrolle als Sarawat in The Series und F4 Thailand, durch die er zu internationaler Bekanntheit gelangte.

## Filmografie

### Filme
| Jahr | Titel                  | Rolle      | Anmerkungen | Ref.          |
| ---- | ---------------------- | ---------- | ----------- | ------------- |
| 2016 | Love Say Hey           | Tae        | Hauptrolle  | [ 19 ]        |
| 2018 | 0.9 Kilometers to Mile | Short film | Hauptrolle  | [ 20 ]        |
| 2021 | 2gether: The Movie     | Sarawat    | Hauptrolle  | [ 21 ]        |
| 2023 | Congrats My Ex!        | Tim        | Hauptrolle  | [ 22 ] [ 23 ] |
| 2024 | Love You To Debt       | Bo         | Hauptrolle  | [ 24 ]        |

### Fernsehen
| Jahr | Titel                         | Rolle   | Anmerkungen | Ref.          |
| ---- | ----------------------------- | ------- | ----------- | ------------- |
| 2018 | Toe Laew                      |         | Gastgeber   | [ 25 ] [ 26 ] |
| 2019 | My Ambulance                  |         | Gastrolle   | [ 27 ]        |
| 2019 | 2gether: The Series           | Sarawat | Hauptrolle  | [ 28 ]        |
| 2020 | Still 2gether                 | Sarawat | Hauptrolle  | [ 29 ] [ 30 ] |
| 2021 | F4 Thailand                   | Thyme   | Hauptrolle  | [ 31 ]        |
| 2022 | Astrophile                    | Kimhan  | Hauptrolle  | [ 32 ]        |
| 2022 | Good Old Days: Our Soundtrack | Tong    | Hauptrolle  | [ 33 ] [ 34 ] |
| 2023 | Midnight Museum               | Moth    | Gastrolle   | [ 35 ]        |

## Diskografie

### Singles
| Jahr | Titel                                        | Anmerkungen   | Ref.                        |
| ---- | -------------------------------------------- | ------------- | --------------------------- |
| 2021 | „Unmovable“ (Move ไปไหน)                     | GMMTV Records | [ 36 ] [ 37 ] [ 38 ] [ 39 ] |
| 2022 | „Lost and Found“                             | GMMTV Records | [ 40 ] [ 41 ] [ 42 ] [ 43 ] |
| 2023 | „My Ecstasy“ ft. D. Gerrard                  | Riser Music   | [ 44 ] [ 45 ] [ 46 ]        |
| 2023 | „Saturday Night“ (มาดูแมวดำน้ำทำกับข้าวบ้านเรามั้ย) | Riser Music   | [ 47 ] [ 48 ] [ 49 ]        |
| 2023 | „I Think of You“                             | Riser Music   | [ 50 ] [ 51 ] [ 52 ]        |
| 2023 | „Try“ ft. Matcha Mosimann                    | Riser Music   | [ 53 ] [ 54 ] [ 55 ] [ 56 ] |